# Kochankowie Marii
Kochankowie Marii (ang. Maria's Lovers) – amerykański dramat filmowy z 1984 roku w reżyserii Andrieja Konczałowskiego. Zdjęcia kręcono w stanie Pensylwania.

## Fabuła
Film opowiada historię młodej dziewczyny Marii (Nastassja Kinski) i jej ukochanego Ivana, który po powrocie z wojny nie za bardzo umie odnaleźć się w rzeczywistości. Żeni się z Marią, ale nie może odnaleźć spokoju. Obydwoje bohaterów zaczyna się między sobą miotać i cierpieć. Ivan ucieka od Marii, bo jak twierdzi "za bardzo ją kocha". Młoda kobieta zrozpaczona obrotem spraw ulega pokusom wędrownego grajka Clarence'a, który wykorzystuje cierpienie dziewczyny i uwodzi ją.

## Obsada
- Nastassja Kinski jako Maria Bosic
- John Savage jako Ivan Bibic
- Robert Mitchum jako Pan Bibic
- Keith Carradine jako Clarence Butts
- Anita Morris jako  Pani Wynic
- Bud Cort  jako Harvey
- Karen Young jako Rosie
- Tracy Nelson jako Joanie
- John Goodman jako Frank
- Danton Stone jako Joe
- Vincent Spano jako Al Griselli
- Anna Levine jako Kathy
- Bill Smitrovich jako Barman

## Nagrody
Międzynarodowy Festiwal Filmowy w Wenecji
- Andriej Konczałowski otrzymał nominację do Złotego Lwa (1984).

Italian National Syndicate of Film Journalists
- Nastassja Kinski otrzymała nagrodę Silver Ribbon (1985).

Cezar
- Andriej Konczałowski otrzymał nominację do Cezara (1985).